# Pseudoscopelus bothrorrhinos
Pseudoscopelus bothrorrhinos is een straalvinnige vissensoort uit de familie van chiasmodontiden (Chiasmodontidae). De wetenschappelijke naam van de soort is voor het eerst geldig gepubliceerd in 2007 door Melo, Walker & Klepadlo.